# James Hilton
James Hilton (Leigh, 9 settembre 1900 – Long Beach, 20 dicembre 1954) è stato uno scrittore e sceneggiatore britannico.

## Biografia
Nato nel Lancashire, suo padre, John, era un insegnante e si trasferì con la famiglia a Londra dove James frequentò varie scuole prima di iscriversi alla Leys School di Cambridge.
Contribuì nella pubblicazione della rivista della scuola e successivamente, mentre era uno studente non laureato di diciassette anni del Christ's College di Cambridge, uno dei suoi articoli fu accettato dal Manchester Guardian. 
Il suo primo romanzo, Catherine Herself fu pubblicato nel 1920 mentre doveva ancora laurearsi.
Negli anni trenta Hilton si consolidò come sceneggiatore a Hollywood, divenendone una figura popolare: Frank Capra, Ronald Colman e Greer Garson si annoveravano tra i suoi amici.
Tra i suoi romanzi più celebri si ricordano Goodbye, Mr. Chips del 1938, oggetto di una fortunata riduzione cinematografica, Addio, Mr. Chips!. Un particolare interessante è il fatto che per scrivere questo romanzo abbia impiegato solo quattro giorni. Scrisse anche i famosi romanzi Orizzonte perduto (Lost Horizon) del 1933, trasposto in un celebre film omonimo di Frank Capra nel 1937, e Prigionieri del passato (Random Harvest) del 1941, da cui è tratto il film omonimo dello stesso anno.

## Riconoscimenti
Premi Oscar 1943 – Migliore sceneggiatura non originale per il film La signora Miniver (Mrs. Miniver) di William Wyler.

## Opere

### Romanzi
- Catherine Herself, 1920
- Storm Passage, 1922
- C'incontreremo ancora (The Passionate Year, 1924), trad. di Paolo Santarcangeli, Roma, De Carlo, 1946
- Follia (Dawn of Reckoning, 1925; negli U.S.A. col titolo Rage in Heaven), trad. di Clorinda Mally, Roma, Elios, 1945.
- Meadows of the Moon, 1926
- Terry, 1927
- La fiamma d'argento (The Silver Flame, 1928; negli U.S.A. col titolo Three Loves Had Margaret), Milano, Mondadori.
- Murder at School, 1931 (negli U.S.A. col titolo Was It Murder?), pubblicato col nome di Glen Trevor
- And Now Goodbye, 1931
- Contango (Ill Wind), 1932
- Rage in Heaven, 1932
- Cavaliere senza armatura (Knight Without Armour, 1933; negli U.S.A. col titolo Without Armor), trad. di Maria Parisi, Milano, Mondadori, 1937
- Orizzonte perduto (Lost Horizon, 1933)
- Goodbye, Mr. Chips!, 1934
  - Addio, Mister Chips, trad. di Enrico Piceni, Milano, Mondadori, 1939
  - Addio, Mr Chips!, trad. di Marco Rossari, Collana Stile Libero Big, Torino, Einaudi, 2022, ISBN 978-88-062-5395-0.
- We Are Not Alone, 1937
- Prigionieri del passato (Random Harvest, 1941), trad. di Maria Martone, Roma, De Carlo, 1944
- So Well Remembered, 1945
- Nothing So Strange, 1947
- Morning Journey, 1951
- Time and Time Again, 1953

### Non-fiction
- Mr. Chips Looks at the World, 1939
- Il Dottor Wassell (The Story of Dr. Wassell, 1944), trad. di Giuseppina Badocchi, Roma, De Carlo, 1945.
- H.R.H.: The Story of Philip, Duke of Edinburgh, 1956

### Racconti
- "The Failure" (1924)
- "Twilight of the Wise," pubblicato come novella nel 1949 (1936)
- "The Bat King" (1937)
- "It's a Crazy World" (1937)
- "From Information Received" (1938)
- "The Girl Who Got There" (1938)
- To You, Mr Chips! (collection) (1938)
- "You Can't Touch Dotty" (1938)

### Teatro
- And Now Goodbye, con Philip Howard, 1937
- Goodbye, Mr. Chips, con Barbara Burnham, 1938

### Sceneggiature
- Camille, 1936
- La contessa Alessandra (Knight Without Armour), regia di Jacques Feyder (1937)
- Orizzonte perduto (Lost Horizon), regia di Frank Capra (1937)
- Addio, Mr. Chips! (Goodbye, Mr. Chips), regia di Sam Wood (1939), dal romanzo omonimo
- We Are Not Alone (1939)
- Lights Out in Europe (1940)
- Foreign Correspondent (dialogo) (1940)
- The Tuttles of Tahiti (1942)
- Prigionieri del passato (Random Harvest), regia di Mervyn LeRoy (1942), dal romanzo omonimo
- La signora Miniver (Mrs. Miniver), regia di William Wyler (1942)
- Forever and a Day (collaborazione), (1943)